# Indigenismo en Ecuador

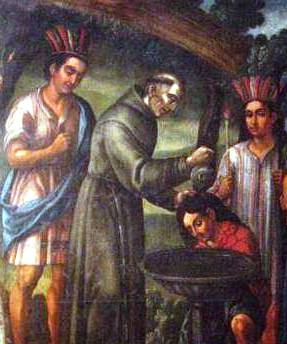
Jodoco Ricke fraile franciscano y humanista.

El indigenismo en Ecuador es la forma de expresión de la serie de ideas identificadas como indigenistas en América Latina. Se caracteriza por la preocupación por la situación de los indígenas, problema que ha sido abordado desde la política, la sociología, la y la literatura a lo largo de la historia de este país. Tiene su origen en los primeros protectores o procuradores de indígenas durante la Real Audiencia de Quito, seguido por los indigenistas a inicios del siglo XX y culmina con el indianismo a finales del mismo siglo. 

## Procuradores y protectores en la Real Audiencia
La preocupación por la situación de los indígenas empezó durante la Real Audiencia de Quito a través de los protectores de indígenas españoles. El caso más famoso dentro de toda la monarquía española fue de Bartolomé de las Casas nombrado "Protector universal de todos los indios" gracias a su famoso debate con Sepúlveda. Estas ideas se reprodujeron en Quito durante los sermones en las iglesias, con las obras de evangelización y a través de las reducciones. 

### Sermones contra el maltrato a los indígenas
Siguiendo el discurso de lascasiano, Juan de León y Larrea destacó por su retórica en su discurso a favor de los indígenas titulado "Sobre la injusta dominación de los indios, es decir el maltrato que hacemos de estos individuos de nuestra misma naturaleza" en el podemos leer el siguiente extracto que relaciona el objetivo de la religión y su vocación por mejorar la condición de los indígenas:
Los indios, esta gente tan recomendable, por el abatimiento en que viven, por la utilidad que nos traen, por su natural virtud, y tan recomendada, por nuestros soberanos y sus sabias leyes, no son como nos los figuran los que preocupados del errado concepto de su brutalidad, los pintan con los colores más negros, les atribuyen los vicios más criminosos: pero la experiencia ha mostrado lo contrario; dicen que en ellos reinan principalmente la mentira, el hurto, la embriaguez, la ociosidad; haré ver la falsedad de este concepto, si se me atiende con imparcialidad.

### Misiones, mártires y evangelización
Durante la conquista y la posterior fundación de las ciudades en la Real Audiencia de Quito, además de los conocidos y denunciados abusos de los encomenderos y soldados con la población nativa, es importante destacar el rol como "protectores de indios" de los misioneros de las distintas órdenes religiosas que en su labor, buscaron mejorar la vida de esta población, según su cosmovisión católica. Esto fue iniciado por Fray Jodoco Ricke quien sería el protector de Francisco de Atahualpa, hijo del último Inca. Además también se debe destacar a Fray Pedro Bedón quien en sus escritos reclamaría por un mejor trato para con los indígenas que se estaba realizando en la Gobernación de Yahuarzongo y pedía la presencia de corregidores para controlar los excesos. Por otro lado, los misioneros lograron importantes resultados no solo en la parte espiritual, sino también mejorando la parte material al incorporar nuevas prácticas agrícolas. Todos arriesgaron sus vidas por mejorar la vida de estos pueblos, algunos de ellos murieron en accidentes durante las misiones y muchos también fueron muertos trágicamente a manos de los poblaciones indígenas. En su memoria, en el Convento de Santo Domingo en Quito, en el techo del refectorio existen pinturas en honor a todos los mártires que perdieron la vida y que pertenecían a la orden de Santo Domingo de Guzmán.

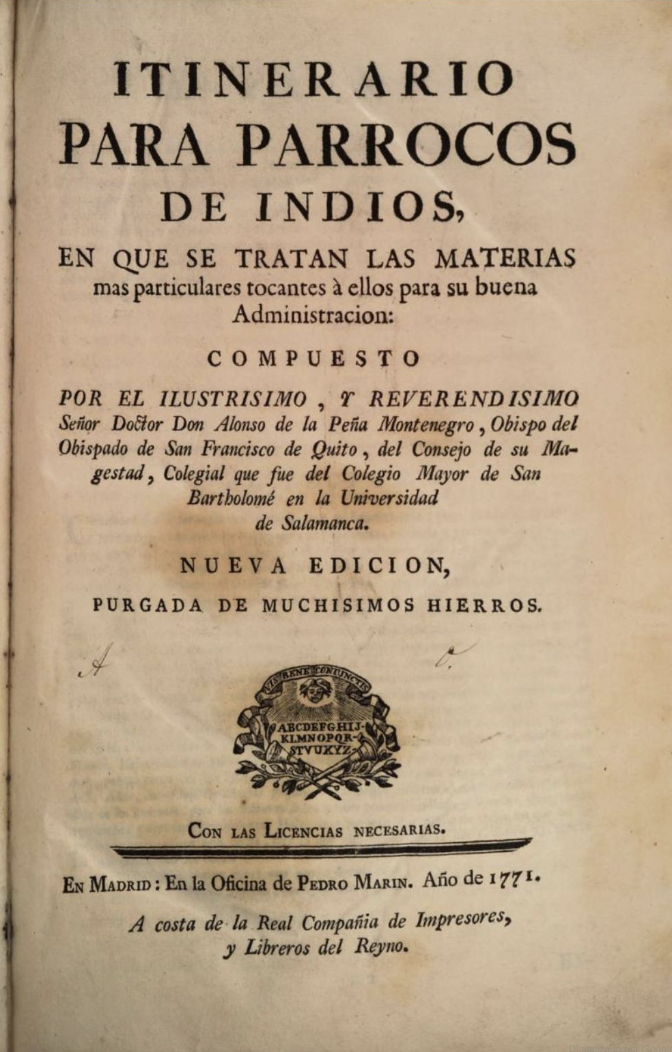
Itinerario para Párrocos de Indios del obispo Alonso de la Peña y Montenegro

La principal obra con la que inicia toda la aplicación de las ideas que se habían desarrollado en España pero ahora dentro del Virreinato de Perú es el "Itinerario para Párrocos de Indios" por el Obispo de Quito Alonso de la Peña y Montenegro. En esta obra pastoral se aplican las concepciones filosóficas que la escolástica en España había desarrollado. Este manual de 650 páginas desarrolla en cinco libros las labores prácticas que implicaba la evangelización como los bautizos, la idolatría, el mejoramiento de las costumbres, el reporte de su trabajo, entre otros temas.

#### Misión de Baeza
Durante el final del siglo XVI, en 1576 empezó la misión de Baeza con el objetivo de la evangelización de los indígenas que vivían en esa región. Dentro de esto es destacable la obra de los Dominicos y los Mercedarios. Los fundadores de este convento incluyeron a los padres Francisco Cárdenas, Juan Argote y Francisco Carrera. En esta misión que tenía como objetivo el cuidado de los Quijos, se llevó a cabo además a través de clérigos seculares y religiosos dominicanos.

#### Misión de Canelos
Cuatro años después de la misión de Baeza empezó la misión de Canelos que llegaba hasta la provincia de Pastaza. Varios de estos misioneros murieron martirizados durante el levantamiento indígena de 1599. El mantenimiento de estas misiones requirió constante renovación y un siglo más tarde el Padre Santiago Riofrío destacó su labor misional, arriesgando su vida muchas veces para fundar San Jacinto del Copataza, con el objetivo de educar a los niños Shuar e impulsar el cultivo de la canela.

#### Misión en Putumayo
Después del siglo XVI y a inicios del siglo XVII los Padres Francisco Delgado, Manuel Arias (quien murió en la misión) e Ignacio Soto, empezaron su labor de evangelización en Putumayo. Posteriormente estas misiones se retomarían en el siglo XIX a través de la orden de los capuchinos en la famosa "Mision Capuchina en el Caquetá y el Putumayo que se desarrolló en los años 1893 hasta 1929. Esto sería, sin embargo impulsada por el que para ese entonces ya era el estado colombiano.

#### Misiones en Maynas

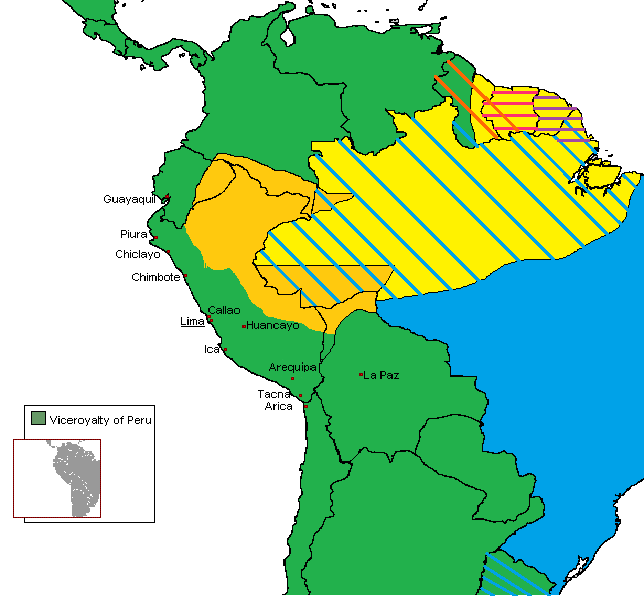
Comandancia de Maynas en color mostaza. Las zonas en litigio españolas sobre la Amazonia y que España consideraba dentro de la Comandancia de Maynas, mientras que el Imperio Portugués lo reclamaba como suyo en amarillo.

Probablemente las misiones más importantes, sobre todo por magnitud, corresponden a las ralizadas en Maynas. El objetivo de estas reducciones comprendía un territorio basto que demandaba muchos recursos y misioneros. Según Tobar Donoso, el total de sacerdotes que se involucraron en esta misión fue de 161 religiosos de distintas nacionalidades: 43 fueron españoles, 63 americanos, 32 alemanes, 20 italianos, 2 portugueses y 1 francés. Estas personas prefirieron los riesgos de la vida misionera a quedarse en una cátedra como profesores de teología o a impartir los sacramentos en ciudades más seguras. Muchos de ellos murieron en las misiones, algunos por causas naturales y otros durante la evangelización de los indígenas. Al final las misiones no tuvieron los resultados esperados, comparando con el éxito que fueron las misiones en Paraguay, por ejemplo. Sin embargo, fue a través de estas misiones y por la cantidad de recursos que se destinaron a ellas que Ecuador históricamente tuvo pretensiones territoriales en el Oriente ecuatoriano que causarían los conflictos limítrofes con Perú durante el siglo XIX y XX.

#### Evangelización de los Cofanes
Además de esto es importante mencionar la vida del Padre Rafael Ferrer, jesuita, y su sacrificio por la evangelización de los Cofanes. Debido a los excesos de parte de los encomenderos, en esa época hubo un alzamiento de los Cofanes que ponía en peligro la reducción. Para evitar eso, el Padre Ferrer emprendió viaje a la zona con el fin de levantar la casi destruida reducción y continuar con las misiones. Su vida de servicio de casi diez años se vio interrumpida cuando al intentar cruzar un puente que formaba parte del camino hacia la reducción, este fue retirado por los indígenas Cofanes, cayendo Ferrer al río. De esta manera terminaría la obra y vida del padre Ferrer, siendo uno de los mártires más destacados de las misiones que se llevaron a cabo en el Oriente ecuatoriano. Como consecuencia de esto, la Real Audiencia quitó la misión a la Compañía de Jesús y la dio a los Franciscanos para que continúen con la labor.

### Los procuradores y los obrajes
El sistema de trabajo en la Audiencia se basó en la encomienda que era un territorio encomendado a un español, inicialmente conquistadores con el fin de que lo hagan producir. Los encomenderos a su vez podían concertar (concertaje) con unos caciques indígenas la creación de un obraje que se desarrollaba a partir de la crianza de ovejas para la lana, ganadería y agricultura para el sustento de la mano de obra y todo esto complementado con la evangelización. Para ello, los encomenderos acordaban con un doctrinero la catequesis y suministro de sacramentos para los indígenas. Este sistema empezó en el siglo XVI con ocho obrajes mayores (no los obrajeros y batanes de los cuales es difícil su estimación) y se encontraban en Latacunga, Chimbo, Chambo, Lito, Sigchos, Tiquizambe y Otavalo. A partir de esto se desarrolló la economía en las ciudades de Riobamba, Ambato, Latacunga, Quito, Otavalo e Ibarra. A partir de este sistema se implantó la política de la corona española que buscaba la reducción de los territorios de los indígenas. Con los obrajes se formaban asentamientos fijos, que estaban a cargo de la parte civil, y por otro lado los sacerdotes defendían a los indígenas de los posibles abusos de los encomenderos, conformando así la parte religiosa. Dentro de los escritos importantes en que narran la situación de los indígenas, muchos de ellos con el propósito de defenderlos y mejorar su situación, en la Provincia de Quito, encontramos:
- De los Grandes Reynos y Grandes Provincias del Perú por Marcos de Niza
- Relación de los sucesos del Perú y costumbres de los vecinos de Quito de Jodoco Ricke
- Informe como prior de San Pedro Martir de Pedro Bedón
- Relación de los repartimientos y encomiendas de indios tributarios del corregimiento de Chimbo por Miguel de Cantos
- Itinerario para párrocos de indios de Alonso de la Peña Montenegro
- Relación de los Aumentos de la Misión de los Aguaricus este año de 1739 por Juan Magnin
- Discursos políticos y morales sobre varios asuntos que interesan por Juan de León y Larrea
- Defensa de los curas de Riobamba de Eugenio Espejo

Los obrajes fueron importantes para la formación de la cultura indígena en la actualidad. La vestimenta considerada típica de los indígenas se formó durante esta época, incluyendo el tradicional sombrero y poncho que es común en toda América. Además fue con los obrajes que la población indígena aumentó. Esto se puede ver en los escritos de finales de la colonia e inicios de la República. Por ejemplo Andrés Bello consideraba a los Andes de Ecuador como un lugar donde se concentraba población indígena, aunque superada con creces por Perú y Bolivia. Sin embargo, los estudios arqueológicos posteriores no han logrado encontrar grandes civilizaciones indígenas en este territorio, y más bien refutaron la existencia de un "Reino de Quito". Esto contrasta fuertemente con los importantes hallazgos arqueológicos en Perú y Bolivia como Machu Picchu, Chan Chan o los restos de la cultura Tiahuanaco. Es más, existe polémica acerca de la existencia de una ciudad de Quito antes de la fundación española. Los historiadores que afirman la existencia de la ciudad prehispánica de Quito argumentan:
1. La descripción de Pedro Cieza de León, sobre Quito que "está asentada en unos antiguos aposentos que los Ingas"
2. La división del Incario en dos mitades a las que se hace referencia, en la Relación de los Quipucamayos de Vaca de Castro
3. Las alusiones a diferentes edificios existentes que se hacen en las actas del cabildo quiteño desde los primeros años

Sin embargo, ninguna de las referencias hace mención explícita a una ciudad que exista antes de la fundación de Belalcázar. Los aposentos incas se refieren a territorios de Atahualpa cerca del valle de Tumbaco, dato que es de conocimiento general entre historiadores. La división del incario en dos mitades, en realidad entra en conflicto con la división oficial del Tahuantinsuyo cuatro suyos y la relativa poca población en Ecuador en relación con el resto del imperio.
Existen por otro lado varias fuentes que dan fe del crecimiento de la población indígena de Quito y los valles después de la conquista como fruto del desarrollo de los obrajes. Por ejemplo el informe oficial en 1627 del presidente de la Real Audiencia afirma que "los naturales (indígenas) no sean disminuido antes van en crecimiento". El debate más bien reside en el origen del crecimiento poblacional en la colonia, ya sea por menor mortalidad o mayor migración. Aquí posiblemente los obrajes tuvieron un rol importante ya que ante la ausencia de minas importantes, la población nativa no se vio diezmada por el trabajo forzado (sí por epidemias). Además la prosperidad de los obrajes atrajo migración de indígenas de otras regiones del Virreinato que buscaban evitar ser asignados a alguna mita (como las minas de Popayán), lo que hizo que la población de indígenas aumente entre 1591 y 1660 de alrededor de un 60% pasando de 144 mil a 230 mil indígenas. Esto contrasta con las estimaciones demográficas de indígenas en total en los Andes que suele fluctuar entre 11 y 13 millones, lo que apoya la idea de que no había un gran centro urbano prehispánico en esta zona y más bien los obrajes, de la mano de los escritos de los procuradores de indios fueron los que permitieron su desarrollo.

## Indigenistas en la República

### Secularización de la protección del indígena

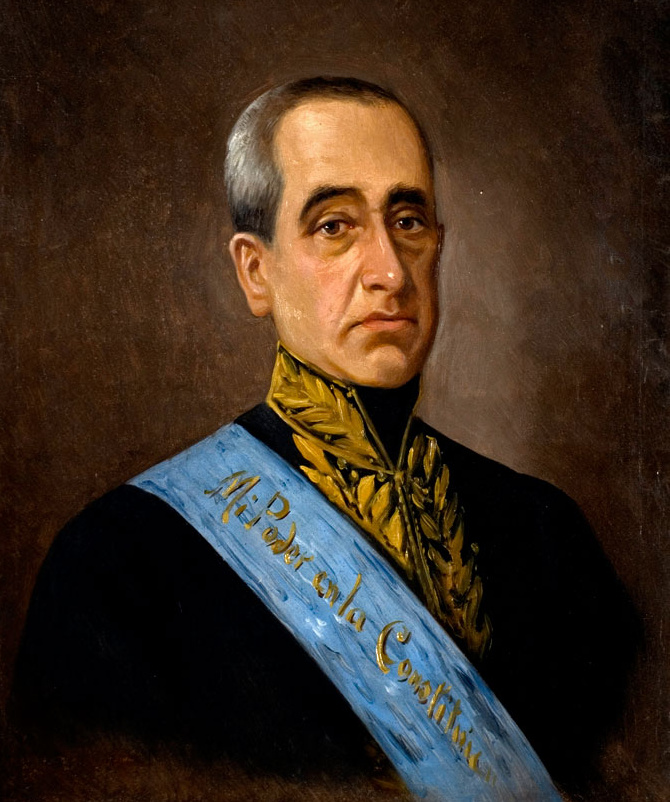
Presidente Francisco Robles García quien aboliría el tributo indígena.

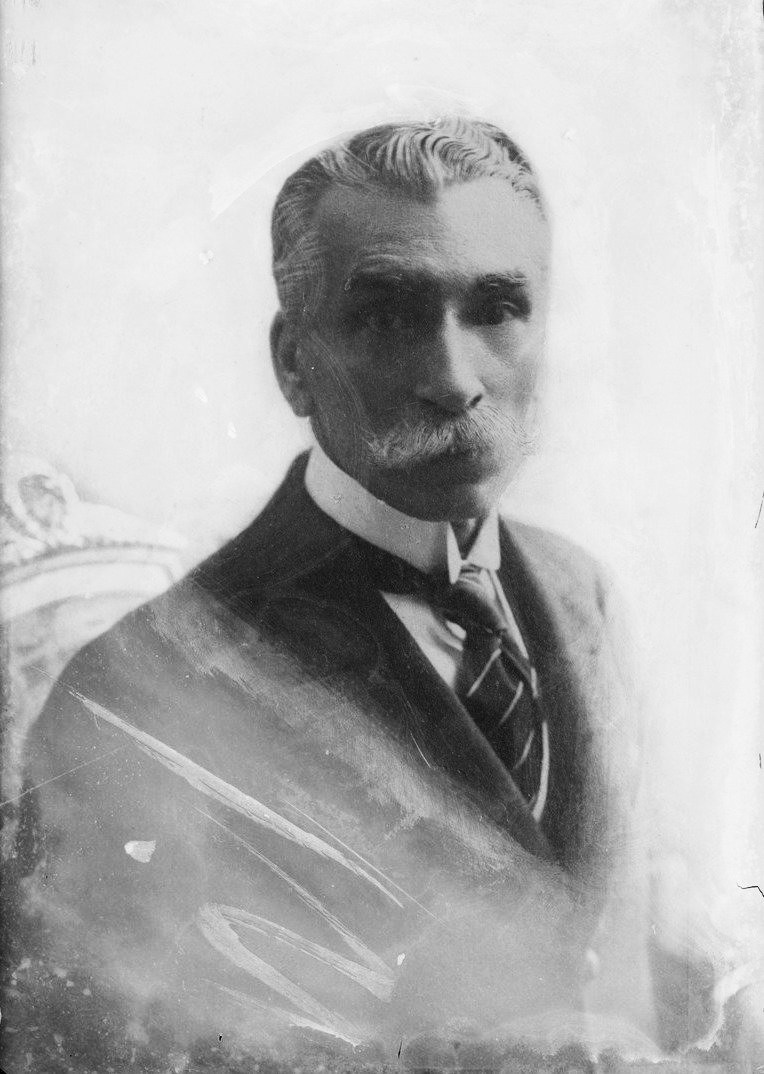
Presidente Alfredo Baquerizo Moreno quien eliminaría el concertaje

A partir del siglo XIX empieza la preocupación por la situación de los indígenas pero a diferencia de los protectores españoles, esto sucedió a partir de la independencia. El primer caso importante corresponde a José Joaquín de Olmedo quien en su discurso contra las mitas en las Cortes de Cádiz, como en su famoso poema Canto a Bolívar, empieza a usar temas indígenas defendiendo y exaltando su condición. Esto le grangearía una polémica con Simón Bolívar por incluir a Huayna Capac dentro del canto y a su defensa saldría Andrés Bello quien consideraba que esto era una pieza importante para unificar las campañas militares a través de las distintas batallas. A esto le sigue la vasta obra de Juan León Mera con la publicación de su novela Cumandá, que desde un punto de vista costumbrista empieza a narrar la vida de los indígenas, visibilizando de esta forma, la situación de los indígenas y representando literariamente el rol de las misiones en Ecuador. También fueron importantes los escritos de Luis A. Martínez que impulsaba la abolición del concertaje y el pago justo para los indígenas que trabajaban en el campo en sus escritos económicos como uno de las principales reformas que defendía el partido liberal:
El concierto, por no decir el esclavo, nunca puede hacer un trabajo perfecto, como lo haría un peón libre, y que gane un jornal seguro. El primero, trabaje bien o mal, sabe que ha de ganar su mísero jornal, sabe que el patrón le ha de mantener hasta la muerte, lo mismo que a un caballo o a un buey y poco le importa que en libro de deudas, esté apuntado su nombre con 100 o con 1000 pues ya perdió la esperanza de desquitar la deuda, sin cesar creciente. 
Esto era común entre los liberales del siglo XIX y se puede ver además en la novela Égloga Trágica de Gonzalo Zaldumbide que mencionaba como su papá (haciendo referencia literaria a Julio Zaldumbide) pagaba un salario más justo a los indígenas, no basaba la producción de su hacienda (Pimán) en el concertaje y respetaba las creencias religiosas que tenían, evitando imponer el catolicismo en ellos. Asimismo, el presidente Francisco Robles, durante la época marcista abolió el tributo indígena lo que se convertiría en un paso más hacia lo que finalmente sería la abolición del concertaje que ocurriría después de la Revolución liberal bajo el gobierno de Alfredo Baquerizo Moreno.

#### Dimensión sociológica

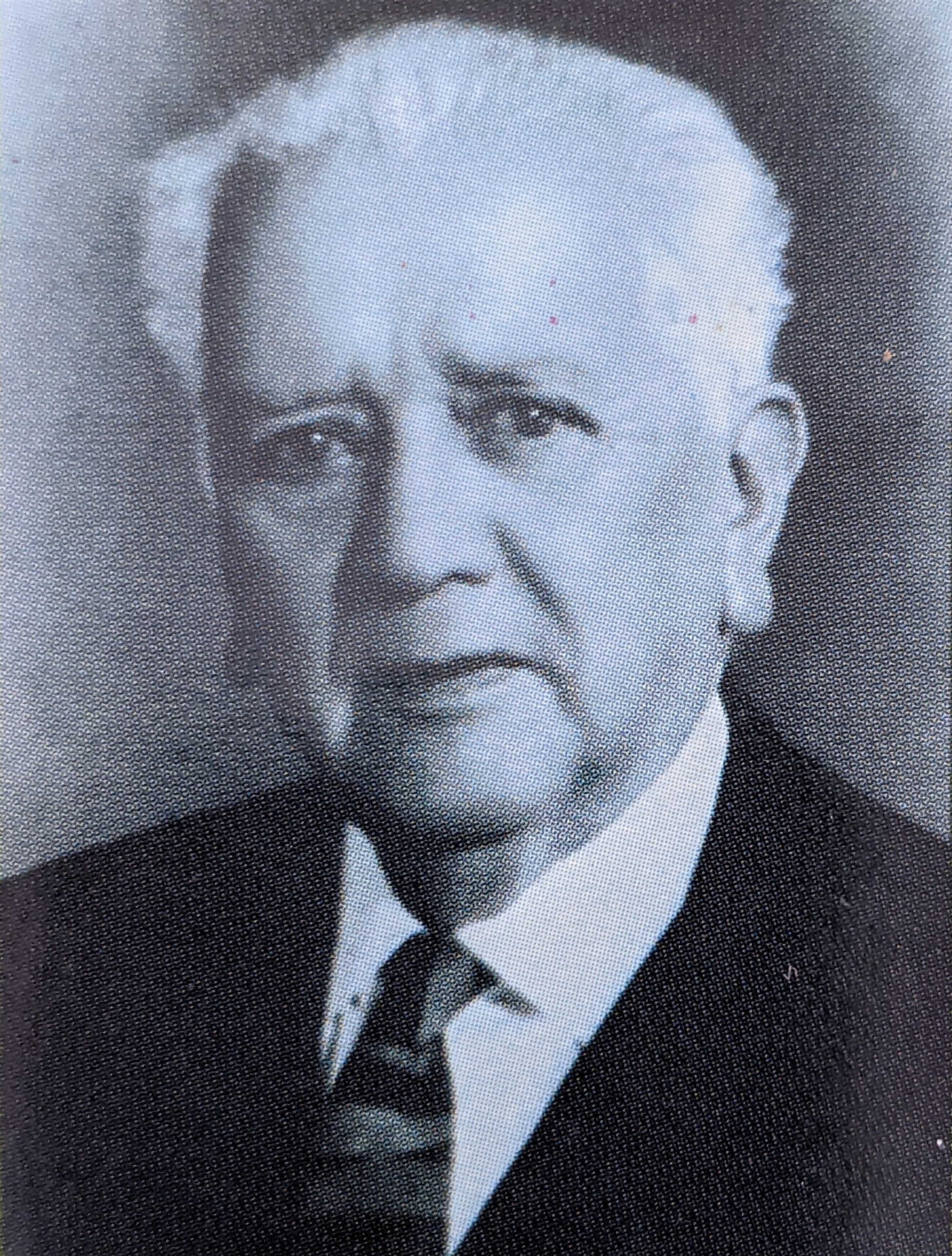
Pío Jaramillo Alvarado, presidente del instituto indigenista de Ecuador

En este aspecto es importante la influencia de los escritos de Mariátegui, quien interpretando el marxismo para aplicarlo en América Latina, desarrolló la idea de que el problema de la explotación en la región no solo dependía de las relaciones de producción, sino que adicionalmente tenía un componente racial. Esto se debía principalmente al hecho de que en esta región al no haberse industrializado, ni siquiera urbanizado, las contradicciones sociales no se darían entre proletarios y capitalistas, sino que heredarían de los antiguos estamentos de la Real Audiencia, las clases sociales basadas en la raza. Además de esto, en la década de 1920, la Revolución Mexicana y la publicación de la Raza Cósmica por Vasconcelos tendrían una influencia importante sobre la publicación del libro de referencia de este tema: El indio ecuatoriano, por Jaramillo Alvarado. En este trabajo se detalló la historia de los indígenas en los distintos territorios de ese país desde la era preincásica hasta la republicana con el objetivo de reconocer a los indígenas como sujetos históricos, buscar una legislación que los incorpore a la vida nacional y la necesidad de reconocer el problema de la tierra (especialmente el concertaje) como base fundamental del problema del indígena. Estuvo dedicado a los jóvenes liberales de Ecuador a quienes los motivaba a unirse a las filas socialistas que en ese entonces estaba tomando bastante fuerza y se llegaría a fundar el partido en 1926 con el respaldo de muchos intelectuales. Además, Jaramillo tendría un debate con el arqueólogo Jacinto Jijón y Caamaño alrededor de la existencia del reino de Quito ya que este último lo refutaba según sus investigaciones. Por su parte Jaramillo buscaba afirmar su existencia argumentando desde la historia y también motivado con fines políticos. Por el resto de su vida se mantendría fiel a la causa que el había impulsado tanto en su juventud y al final de su vida, en 1955 crearía el Instituto indigenista del Ecuador.  

#### Dimensión literaria

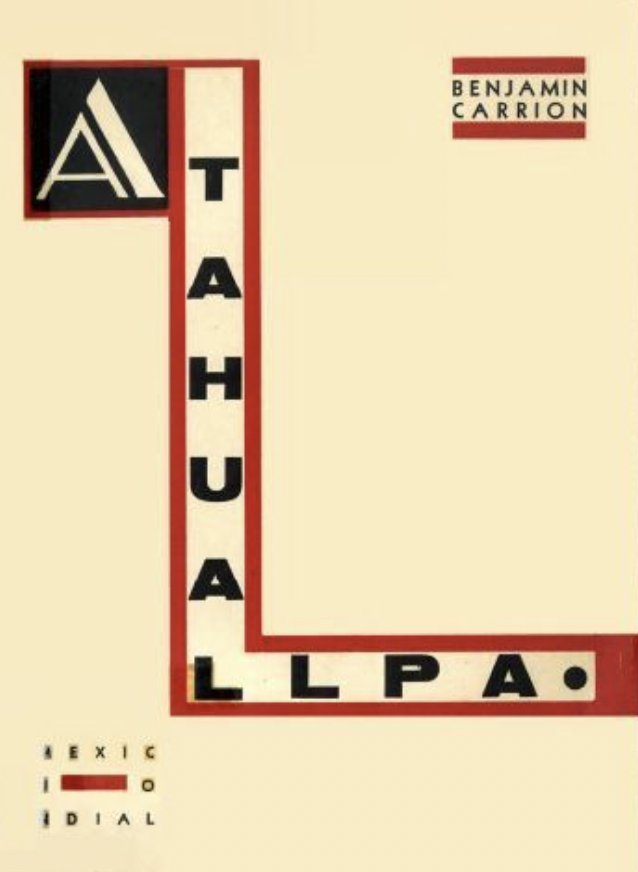
Novela Atahuallpa de Benjamín Carrión

Históricamente la novela Plata y bronce de Fernando Chaves publicada en 1928 es considerada la primera novela indigenista en Ecuador. Sin embargo, la obra referencial es Huasipungo de Jorge Icaza escrita en 1934. Este libro ayudó a impulsar la temática indigenista dentro de la literatura en ese país con un estilo de protesta al denunciar la situación que vivían los indígenas y describir su sufrimiento. Además de estos dos libros, Benjamín Carrión continuaría con los esfuerzos literarios a través de la publicación de la novela Atahuallpa, buscando una nueva historia que explique el origen del país (en palabras de Carrión El cuento de la patria). La anterior historia que explicaba el origen fundacional de Ecuador había sido establecido en el siglo XIX por Julio Matovelle durante el proceso de consagración de Ecuador al Sagrado Corazón de Jesús y al Inmaculado Corazón de María. Durante sus escritos, Matovelle trazó paralelismos entre estas dos consagraciones y la muerte de García Moreno y Mariana de Jesús, respectivamente. En otras palabras, Ecuador nacería fruto de la muerte fundacional de dos personas: con el sacrificio de García Moreno luchando contra la corrupción y la inmoralidad hasta el punto de entregar su vida como un mártir, así como con el ofrecimiento voluntario de Mariana de Jesús para que los terremotos paren en la Real Audiencia de Quito. De esta forma quedaba establecida la República del Sagrado Corazón de Jesús. Sin embargo, a partir de la separación de la Iglesia y el Estado, no solo que legalmente Ecuador dejó de estar consagrado (cuando cambio la constitución en la Revolución Liberal), sino que además necesitaba un nuevo origen, esta vez secular. No obstante, el patrón se mantuvo, y era necesario una muerte fundacional que explique el nacimiento de ese país. Para ello, Carrión se valió de la vida y sobre todo muerte de Atahualpa como el último gran Inca que unificó el imperio y cuyo prematuro fin conformaría un nuevo comienzo (en palabras de Carrión: Anocheció en la mitad del día). Por si fuera poco, esta figura del último Inca servía además para fines nacionalistas ya que su lucha y victoria sobre Huáscar, impulsaría la lucha de Ecuador en los conflictos limítrofes con Perú que se dieron en esos años (se asumía que Huáscar había nacido en Cusco, Perú y Atahualpa en Quito, Ecuador). En la poesía, por último, es importante destacar a César Dávila Andrade quien, antes del giro esotérico que tomaría su carrera, escribió "Boletín y Elegía de las Mitas", el que es quizá el poema indigenista más importante que se ha escrito en Ecuador, aunque como se sabe la importancia de las mitas en las minas de Zaruma (lo que narra el poema) no tuvo tanta importancia en la historia de la economía del Ecuador, como sería el caso de los obrajes y la agricultura en el río Guayas.

#### Dimensión pictórica
Fue sin embargo, a través de la pintura donde el indigenismo se desarrolló con más fuerza en ecuador, gracias especialmente al trabajo de Oswaldo Guayasamín quien basándose en la influencia de Camilo Egas y Eduardo Kingman expresaría a través de su arte los símbolos y el sufrimiento del mundo indígena. Esta tendencia que enmarca el arte dentro del realismo social empezaría a inicios del siglo XX con Camilo Egas a través de su famoso cuadro Las Floristas. Su arte fue exhibido en Nueva York con gran acogida y a su regreso a Ecuador empezaría a través de sus cátedras a impulsar esta nueva estética. La posta lo tomarían Kingman, Guaysamín, Mideros, Paredes, y lo desarrollarían con sus estilos específicos. El indigenismo en el arte estaba muy ligado al desarrollo sociológico que buscaba racializar la lucha de clases desarrollado por Marx y la síntesis pictórica de este concepto se encontraría en las manos. El trabajo manual realizado por los indígenas, es decir los proletarios de los andes fue representado en numerosas obras, especialmente por Eduardo Kingman a quien lo consideraban el pintor de las manos. Esto también lo retomaría Guaysamín con su estética personal. Fue muy importante el triunfo de esta corriente puesto que se convirtió en la estética oficial, teniendo al Estado ecuatoriano como su principal mecenas, al financiar varios murales que se encuentran en los principales edificios públicos como la Asamblea Nacional, el Palacio de Carondelet, la Fiscalía General del Estado, la Torre Consejo Provincial de Pichincha, el Templo de la Patria, la Universidad Central, la Universidad Andina Simón Bolívar. 
Sin embargo, la hegemonía total de la estética indigenista en Ecuador sería cuestionada por el grupo VAN, una serie de artistas encabezados por Enrique Tábara que explorarían caminos pictóricos diferentes desde la vanguardia como el arte abstracto o el constructivismo. Además, no tendrían en su centro al compromiso político y más bien se centrarían en el arte como una dimensión independiente. Además con el desarrollo de la arqueología y los descubrimientos de las culturas indígenas antiguas en la costa de Ecuador, como la Valdivia, incluirían la estética de las cerámicas y demás restos arqueológicos en su arte que se enfocaba más en los objetos que en las personas como sería el caso del realismo social. 

### Regreso de la religión: nuevas misiones y obra pastoral
En la segunda mitad del siglo XX, la preocupación por lo indígena reconcilió sus ideas con la devoción religiosa a través de la Teología de la Liberación. La opción preferencial por los pobres, en Ecuador, tendría un enfoque importante hacia los indígenas por su condición económica. La persona más destacada en este ámbito fue el Monseñor Leónidas Proaño. Con su trabajo, desde que fue nombrado obispo de Riobamba buscó cambiar la situación económica de pobreza de los indígenas, creó Escuelas Radiofónicas Populares para mejorar la educación y creó Centro de Estudios y Acción Social. Por todo esto fue llamado "el obispo de los indios". Además fundó un Centro de Formación de Misioneras Indígenas del Ecuador, en la comunidad de Pucahuaico en la provincia de Imbabura. 

## Indianismo
El indianismo ha sido definido como "las propuestas surgidas desde intelectuales indígenas que reivindican la existencia de una sociedad indígena con sus propios valores que ha persistido a pesar de la opresión histórica." Si los protectores de indígenas fueron en su mayoría españoles o criollos y su forma de ver al mundo desde su religiosidad católica fue criticada por los indigenistas durante la república. A su vez, el indigenismo sería superado por el indianismo: es decir cuando los mestizos dejan de hablar por los indígenas y son los mismos indígenas quienes defienden su posición.

### Indígenas como sujetos históricos

#### Dimensión literaria
La literatura desarrollada por indígenas empieza con Jacinto Collahuazo durante la segunda mitad del siglo XVII en la Real Audiencia de Quito. Jacinto fue tomado prisionero por haber escrito un libro en quichua. El tema de este era la guerra entre Huáscar y Atahualpa. Su obra fue quemada y terminó sus días en la cárcel. Además de esto, el ejemplo más antiguo es "Elegía a la muerte de Atahualpa", destacado por Mera, en su Ojeada histórico crítica y traducida por Luis Cordero del quichua, es el poema que más destaca dentro de lo que se considera como literatura indianista. En la actualidad destacan Ariruma Kowii y Yana Lucila Lema Otavalo, ambos en la poesía. 

#### Dimensión musical
Los indígenas tuvieron mucha importancia durante el desarrollo de la música. Desde los registros iniciales del rondador como instrumento y el yaraví como género musical, hasta los nuevos descubrimientos entomusicales de las culturas shuar. Durante la colonia igualmente destacaron como músicos en las capillas de Quito, Cuenca e Ibarra. Es más, la música de la Real Audiencia de Quito desarrolló un género musical indígena llamado guaman, de especial relevancia en la música interpretada en la iglesia de Cuenca. Dentro de los músicos destacados indígenas en la época colonial tenemos a Juan Mitima y Gonzalo Pillajo. 

#### Dimensión pictórica
Es muy conocido el éxito que tuvieron los indígenas en la pintura y escultura de la Escuela Quiteña. Sin embargo, por nombrar algunos autores importantes tenemos a Andrés Sánchez Gallque en la pintura y Manuel Chili Caspicara en la escultura. 

#### Dimensión política

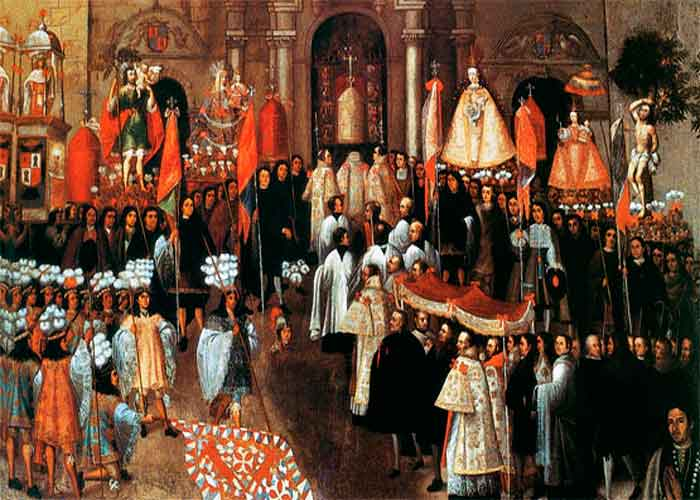
Nobles Cañaris (esquina inferior izquierda) durante el Corpus Christi en el Cuzco, fruto de su alianza con los españoles para pelear contra el imperio Inca.

Los indígenas como sujetos históricos han tenido protagonismo a lo largo de toda su historia. Desde la confederación militar en el norte de Ecuador para resistir la conquista Inca, hasta el pacto que hicieron los Cañaris para ayudar en la conquista española, acción que fue después recompensada una vez que se había rendido el Inca. Las estatuas de Atahualpa junto a Moctezuma en Madrid demuestran el reconocimiento por parte de la monarquía española de los indígenas como sujetos políticos. Además, la nobleza incaica, descendientes de Atahualpa, así como los caciques locales, tendrían educación especializada durante los primeros años de la colonia en el Colegio de Caciques de San Andrés, fundado por Jodoco Ricke. Dentro de la nobleza indígena que allí se educarían y después tendrían relevancia política destaca Francisco de Atahualpa, hijo del último Inca. Adicionalmente, durante la colonia tendría protagonismo Jumandi al realizar una rebelión en la Amazonía. Por otro lado durante la república existen los casos de Fernando Daquilema, y las dos mujeres más destacadas en el siglo XX Dolores Cacuango y Tránsito Amaguaña quienes fueron protagonistas políticos defendiendo sus derechos. Además de esto, la lucha indígena por mayor reconocimiento tuvo como resultado que en la década de los noventa, Ecuador se reconozca como Estado Plurinacional. Esto fue reafirmado en la Constitución de 2008 que se mantiene vigente. Adicionalmente fue destacada la participación de Nina Pacari como la primera vicepresidenta de la Asamblea Nacional a inicios del siglo XXI.  

#### Evolución demográfica
De acuerdo al primer censo realizado en el siglo XVIII, el 63% de la población de la Real Audiencia de Quito estaba identificada como indígena. Sin embargo, en el último censo este porcentaje bajó a un 6,5% de la población. Aunque existe mucha distancia entre ambos estudios estadísticos y la metodología por lo demás ha cambiado, la tendencia es clara: existe un proceso de asimilación de los indígenas hacia la cultura mestiza. La explicación tradicional del mestizaje, describe un proceso de mezcla racial que nace a partir de la conquista, cuando hombres españoles tuvieron hijos con mujeres indígenas.